# Прегазио (Бреша)
Прегазио је насеље у Италији у округу Бреша, региону Ломбардија. 
Према процени из 2011. у насељу је живело 240 становника. Насеље се налази на надморској висини од 522 м.